# Gilbertus van Zinnik
Gilbertus van Zinnik, ook Zinnigh, Zinnick of Zinnicq (1627 – Grimbergen,  12 augustus 1660) was een Zuid-Nederlands norbertijn.  Door een necrologische notitie is hij bekend als architect van de abdijkerk van Grimbergen (1660–1699), een van de belangrijkste barokkerken in België.